# Diana van Hal
Dit artikel gaat niet over Diana van Hal (schrijfster), pseudoniem van Diana Ruwaard
Diana Maria (Diana) van Hal (Dordrecht, 30 april 1954) is een Nederlands beeldend kunstenaar, actief als wandschilder, graficus, schilder en monumentaal kunstenaar, die woont en werk in Dordrecht.

## Leven en werk
Van Hal studeerde af aan de Academie voor Beeldende Kunsten in Rotterdam in 1988. Ze had tijdens haar studie al in Dordrecht een atelier gevonden van waaruit ze bleef doorwerken. Met de jaren verwierf ze vooral bekendheid met houtsnedes met verhalende elementen, waarin botanische vormen, de menselijke figuur en dieren een hoofdrol spelen.
Van Hal maakte met de jaren een aantal kortere en langer studiereizen o.a. naar Cuba (2006), West-Afrika (2009-2010), Gambia (2011) en Mexico (2011), waar ze ook exposeerde en projecten realiseerde. In Nederland zelf realiseerde ze in Dordrecht in 2004 een plafondschildering in het Stadskantoor Dordrecht. In 2011 maakte ze samen met INKT Delft een installatie langs de kade van de Oude Delft. En in 2014 maakte ze in Dordrecht de tijdelijke muurschildering Giraffity bij De Kunstrand, broedplaats voor kunst en muziek te Dordrecht.
Van Hal is lid van Pictura in Dordrecht. Haar werk is opgenomen in particuliere en openbare collecties, waaronder bij verschillende kunstuitleen organisaties in Nederland.

## Exposities, een selectie
- 2017. Schemerzone en luchtkastelen, groepsexpositie Grafiekplatform VOG, in Winkelcentrum Zaailand, Leeuwaarden.[7]
- 2017. Expositie Baracca Graphics,[8] Met werk van Diana van Hal, Ibrahim R.Ineke, Saskia Meesters, Manuela Porceddu , Yvo van der Vat, Kitty van der Veer en Robert de Visser. Pictura, Dordrecht.[9]
- 2021-2022. Verhalen over Mens en Dier, Diana van Hal, Gerard Vogelaar en Anton Vrede, Galerie Wind. Rotterdam.[10]
- 2024. Grafiektriënnale 2024, in Uppsala Zweden[11] [12]

- RKD-Nederlands Instituut voor Kunstgeschiedenis: 35378